# Ring 2
Ring 2 (リング2?, Ringu 2) è un film del 1999 diretto da Hideo Nakata.
Si tratta di un film horror giapponese, sequel del film Ring.

## Trama
Qualche tempo dopo gli avvenimenti del primo episodio, Mai Takano sta cercando le risposte sulla improvvisa morte di Ryuji. Le ricerche la conducono dall'ex moglie Reiko e dal figlio Yoichi, i quali sono sopravvissuti alla maledizione. Il piccolo Yoichi sta iniziando a mostrare alcune delle abilità psichiche di Sadako (il fantasma), ma è diventato muto. La maledizione, nel frattempo, miete altre vittime.

## Produzione
Ring è un romanzo horror scritto da Kōji Suzuki, il quale ha scritto anche il sequel, Spiral (Rasen) che è stato adattato per la trasposizione cinematografica. Tuttavia il film tratto da Spiral non ha avuto molto successo, quindi è stato deciso di girare un nuovo sequel Ring 2, che non si basa sul soggetto di Suzuki. Anche il remake statunitense di Ring ha avuto un sequel, The Ring 2.
Prodotto dalle società Kadokawa Shoten Publishing Co., Ring 2 Production Group, Asmik Ace Entertainment e Oz Productions

## Distribuzione

### Data di uscita
Il film venne distribuito in varie nazioni, fra cui:
- Giappone Ringu 2 23 gennaio 1999
- Hong Kong 10 giugno 1999
- Taiwan 3 luglio 1999
- Singapore 14 ottobre 1999
- Spagna 14 ottobre 1999 (Sitges Film Festival)
- Corea del Sud 29 luglio 2000
- Finlandia 27 settembre 2000 (Helsinki International Film Festival)
- Norvegia 20 novembre 2000 (Oslo International Film Festival)
- Inghilterra 30 luglio 2001 (si tratta dell'anteprima video)
- Australia 18 ottobre 2001
- Francia 20 marzo 2002
- Danimarca 17 maggio 2002
- Polonia 21 febbraio 2003
- Italia, Ring 2 21 maggio 2003 (si tratta dell'anteprima video)
- Danimarca 10 luglio 2003 (J-horror cavalcade)
- Norvegia 12 novembre 2003 (si tratta dell'anteprima video)
- Finlandia 28 novembre 2003 (uscita DVD)
- Cile 14 ottobre 2004

### Edizioni home video
Nel 2003 il film ha avuto un doppiaggio dalla ETS ed è stato distribuito in DVD dalla Dynit.